# Pataky László (kisbirtokos)
Pataky László (Bokod, Komárom vármegye, 1895 – ?) kisbirtokos, országgyűlési képviselő.

## Élete
1895-ben született Bokodon, evangélikus vallásban. Szülőfalujában végezte el a hat elemi iskolát, majd gazdálkodni kezdett, de már korán belekapcsolódott közügyek intézésébe is. Az első világháborúban a 12. közös gyalogezred kötelékében szolgált az orosz és az olasz harctéren, így többek között részt vett a tarnopoli és a piavei ütközetekben is. Szülőfalujában két ízben is egyhangúlag választották meg községi elöljáróvá. Több mint egy évtizeden át volt tagja községe képviselő-testületének. 1929-ben Komárom-Esztergom vármegye törvényhatósági bizottságába és kisgyűlésébe is beválasztották. Igazgatósági tagja volt a bokodi Hangya szövetkezetnek. 1939-ben országgyűlési képviselői mandátumot is szerzett a Magyar Élet Pártja vármegyei listáján.